# WebKit
WebKit é um motor de renderização utilizado em navegadores web para renderizar páginas. O WebKit é utilizado por navegadores como o Safari e o GNOME Web (Epiphany). Originalmente o WebKit também era o motor de renderização do Chromium, até que em abril de 2013 o Google anunciou que o projeto usaria o Blink, uma bifurcação do WebKit. Em abril de 2013, o Safari detinha quase 20% do mercado de navegadores.
O WebKit é escrito primariamente em C++, mas provê ports, ou bindings, para várias linguagens e frameworks, como Objective-C, Qt, Gtk+ e EFL.
O WebKit foi originado pela Apple Inc. a partir da biblioteca KHTML para uso no navegador Safari, mas como projeto de código aberto, hoje é mantido por desenvolvedores de várias organizações, como Projeto KDE, Apple Inc., Google, Nokia e Samsung. Mac OS X, Windows, GNU/Linux e outros sistemas operacionais similares ao Unix são suportados pelo projeto.
A maioria dos componentes do projeto WebKit está disponível sob as licenças LGPLv2 e no estilo BSD.

## Navegadores baseados em WebKit
- ABrowse
- Arora
- BrowserNG, navegador padrão em celulares Nokia S60
- Epiphany
- iCab
- Konqueror, do projeto KDE (WebKit é uma opção a partir da versão 4)
- Maxthon
- Midori
- OmniWeb
- QupZilla
- Safari, navegador da Apple Inc. para macOS (A versão para Microsoft Windows foi descontinuada em 2012 e não recebe mais atualização desde a versão 5.1.7 sendo está a última suportada)
- Shiira
- Opera